# Comutador de escada
Comutador de escada, interruptor de escada, interruptor paralelo ou interruptor three-way é um dispositivo de comando e manobra, que permite acender e apagar uma lâmpada (ou conjunto de lâmpadas) a partir de dois ou mais pontos diferentes. É um interruptor com um botão basculante, e que a sua diferença com o interruptor simples consiste na disposição dos contactos de ligação (ou bornes), em que, o de escada possui três, uma entrada e duas saídas, enquanto que o simples possui apenas uma entrada e uma saída.

## Funcionamento

Comando de uma lâmpada a partir de dois pontos diferentes. Esta animação, mostra que quando acendemos a lâmpada a partir do primeiro comutador de escada, podemos apagá-la a partir do segundo; quando a acendemos a partir do segundo, podemos apagá-la a partir do primeiro.

A comutação de escada só funciona com a combinação de dois comutadores de escadas, conforme se verifica na primeira ilustração animada ao lado direito.

Comando de uma lâmpada a partir de três pontos diferentes. Aqui, o primeiro é comutador de escada, o segundo (do meio) é inversor de grupo, e o terceiro (último), é outro comutador de escada. Quando acendemos a lâmpada a partir do primeiro, podemos apagá-la a partir do segundo, ou terceiro; quando acendemos a partir do segundo, podemos apagá-la a partir do terceiro, ou primeiro; e quando acendemos a partir do terceiro, podemos apagá-la a partir do primeiro, ou segundo.

Quando se deseja acender e apagar uma lâmpada a partir de três pontos diferentes, adiciona-se entre dois comutadores de escada um outro interruptor chamado inversor de grupo  (ou interruptor four-way); e se houver necessidade de comandar lâmpada(s) a partir de mais de três pontos, é só instalar os inversores de grupo entre dois comutadores de escada, até que se tenha o número de pontos desejados.

## Aplicações
O comutador de escada pode ser aplicado nas instalações elétricas residenciais, isto é,  nas escadas, nos corredores, quartos, e onde exigir a necessidade de comandar o funcionamento de lâmpadas a partir de dois ou mais pontos, para minimizar esforços. 
Por exemplo, numa sala com duas portas de entrada pode se aplicar dois comutadores de escadas, de forma que, as lâmpadas deste local sejam comandandas por dois interruptores, ou seja, quem entra ou sai pela primeira porta pode acender e/ou apagar as lâmpadas da sala, e quem entra ou sai pela segunda porta também pode acender e/ou apagar as lâmpadas da mesma sala.  

## Vantagens
A vantagem deste sistema consiste nesta capacidade de ligar e desligar um aparelho a partir de múltiplos pontos. Também ajuda na economia de energia, evitando que, por exemplo, lâmpadas fiquem acesas sem necessidade, pelo facto de o interruptor estar distante.